# Kucze (powiat Ełcki)
Kucze (Duits: Kutzen) is een plaats in het Poolse woiwodschap Ermland-Mazurië, in het district Ełcki. De plaats maakt deel uit van de landgemeente Kalinowo.